# Atletisme als Jocs Olímpics d'estiu de 1900 - salt d'alçada masculí
El salt d'alçada masculí va ser una de les proves d'atletisme que es va dur a terme als Jocs Olímpics de París de 1900. El salt d'alçada es va disputar el 15 de juliol de 1900 i hi prengueren part vuit atletes representants de set països.

## Medallistes
| Or            | Plata         | Bronze       |
| Irving Baxter | Patrick Leahy | Lajos Gönczy |

## Rècords
Aquests eren els rècords del món i olímpic que hi havia abans de la celebració dels Jocs Olímpics de 1900.
| Rècord del Món | 1,97 metres (*) | Michael Sweeney | Nova York (USA) | 21 de setembre de 1895  |
| Rècord Olímpic | 1,81 metres     | Ellery Clark    | Atenes (GRE)    | 10 d'abril de 1896 (CG) |

(*) no oficial
Irving Baxter va superar el Rècord Olímpic dues vegades. Primer va saltar 1,85 metres i poc després superà la seva marca, deixant el rècord en 1,90 metres.

## Resultats
Baxter va guanyar fàcilment, en superar 1,80 i 1,90 metres. Quedant ell sol a la competició, intentà superar el rècord del món, establert en aquells moments en 1,97 cm, però sense sort en cap dels tres intents.
| Posició | Atleta               | Alçada |
| ------- | -------------------- | ------ |
| Or      | Irving Baxter        | 1,90 m |
| Plata   | Patrick Leahy        | 1,78 m |
| Bronze  | Lajos Gönczy         | 1,75 m |
| 4       | Carl Albert Andersen | 1,70 m |
| 4       | Erik Lemming         | 1,70 m |
| 4       | Waldemar Steffen     | 1,70 m |
| 7       | Louis Monnier        | 1,60 m |
| 8       | Tore Blom            | 1,50 m |